# Джефферсон Тауншип (округ Беркс, Пенсільванія)
Джефферсон Тауншип (англ. Jefferson Township) — селище (англ. township) в США, в окрузі Беркс штату Пенсільванія. Населення — 2369 осіб (2020).

## Демографія
Згідно з переписом 2010 року, у селищі мешкало 1977 осіб у 712 домогосподарствах у складі 554 родин. Було 745 помешкань
Расовий склад населення:
| - 93,9 % — білих - 2,0 % — чорних або афроамериканців - 1,0 % — азіатів - 0,3 % — корінних американців - 1,3 % — осіб інших рас |

До двох чи більше рас належало 1,5 %. Частка іспаномовних становила 3,6 % від усіх жителів.
За віковим діапазоном населення розподілялося таким чином: 26,2 % — особи молодші 18 років, 59,2 % — особи у віці 18—64 років, 14,6 % — особи у віці 65 років та старші. Медіана віку мешканця становила 41,6 року. На 100 осіб жіночої статі у селищі припадало 101,3 чоловіків;  на 100 жінок у віці від 18 років та старших — 97,8 чоловіків також старших 18 років.
Середній дохід на одне домашнє господарство  становив 78 784 долари США (медіана — 71 458), а середній дохід на одну сім'ю — 86 010 доларів (медіана — 81 731). Медіана доходів становила 58 043 долари для чоловіків та 44 300 доларів для жінок. За межею бідності перебувало 8,3 % осіб, у тому числі 14,2 % дітей у віці до 18 років та 6,3 % осіб у віці 65 років та старших.
Цивільне працевлаштоване населення становило 935 осіб. Основні галузі зайнятості: освіта, охорона здоров'я та соціальна допомога — 21,0 %, виробництво — 18,8 %, науковці, спеціалісти, менеджери — 11,3 %, роздрібна торгівля — 9,9 %.